# Coulibistrie
Coulibistrie ist ein Dorf an der Westküste von Dominica. Es liegt im Nordwesten des Parish Saint Joseph. Die benachbarten Orte sind Colihaut im Norden und Morne Rachette im Süden. Das Dorf erstreckt sich entlang eines tiefen Tales entlang des Coulibistrie River ins Landesinnere. Viele der Gebäude sind auf den großen Felsblöcken erbaut, die den Talgrund bedecken. Der Tropensturm Erika ließ den Fluss über die ufer treten und richtete im Ort einige Verwüstung an.
Coulibistrie gehört zum Wahlkreis Salisbury im House of Assembly. Das Dorf wird lokal verwaltet vom Coulibistrie/Morne Rachette Village Council.
Die historische Coulibistrie Roman Catholic Church steht an der Kreuzung der Ortsstraße mit der Küstenstraße.
Das Dorffest Saint Anne findet gewöhnlich im Juli statt.